# Eumate (tiranno)
Eumate del demo di Falero (in greco antico: Εὐμάθης?, Eumathes; ... – dopo il 404 a.C.) è stato un politico greco antico.

## Biografia
Fu uno dei Trenta tiranni di Atene, nel 404 a.C., dopo la fine della Guerra del Peloponneso.
Nel terzo capitolo del secondo libro delle Elleniche, Senofonte scrive che il popolo ateniese approvò una risoluzione per scegliere trenta uomini, tra cui compare Eumate, che avrebbero dovuto elaborare una costituzione basata sulle leggi patrie. 
Nel 1970 fu ritrovato nell'Agorà di Atene un frammento di un'iscrizione, identificato come parte della registrazione della vendita delle proprietà dei Trenta, compiuta nel 402 a.C.-401 a.C.. In esso si attribuisce un demotico, fino a quel momento sconosciuto, a Eumate: nella linea 8 compare un Eumate del Falero appartenente alla tribù Aiantide IX.
Nello stesso periodo visse ad Atene uno schiavo, poi affrancato da tale status, con il medesimo nome (non molto attestato ad Atene).  Riguardo a tale Eumate, esiste un frammento di un'orazione di Iseo, In difesa di Eumate, trasmessoci da Dionigi di Alicarnasso.
Eumate, schiavo-banchiere, era stato regolarmente manomesso dal padrone Epigene, finché Dionisio, erede del padrone, lo reclamò come parte della sua eredità, insistendo che non ci fosse stata alcuna manomissione. Eumate riuscì a riottenere la libertà grazie all'intervento di un cittadino, Xenocles, debitore nei suoi confronti, il quale assunse Iseo quale difensore. 
Xenocles, trierarca, sparsasi la voce di una sua morte in battaglia, consegnò a Eumate i suoi denari. Eumate mandò a chiamare parenti e amici di costui e consegnò loro quanto era stato depositato presso di lui. Di ritorno dalla guerra, in segno di riconoscenza, Xenocles aiutò Eumate a sostenere il suo banco in Atene e si impegnò in favore della sua libertà.